# Coelostoma hispanicum
Coelostoma hispanicum é uma espécie de insetos coleópteros polífagos pertencente à família Hydrophilidae.
A autoridade científica da espécie é Kuster, tendo sido descrita no ano de 1848.
Trata-se de uma espécie presente no território português.